# Anatot

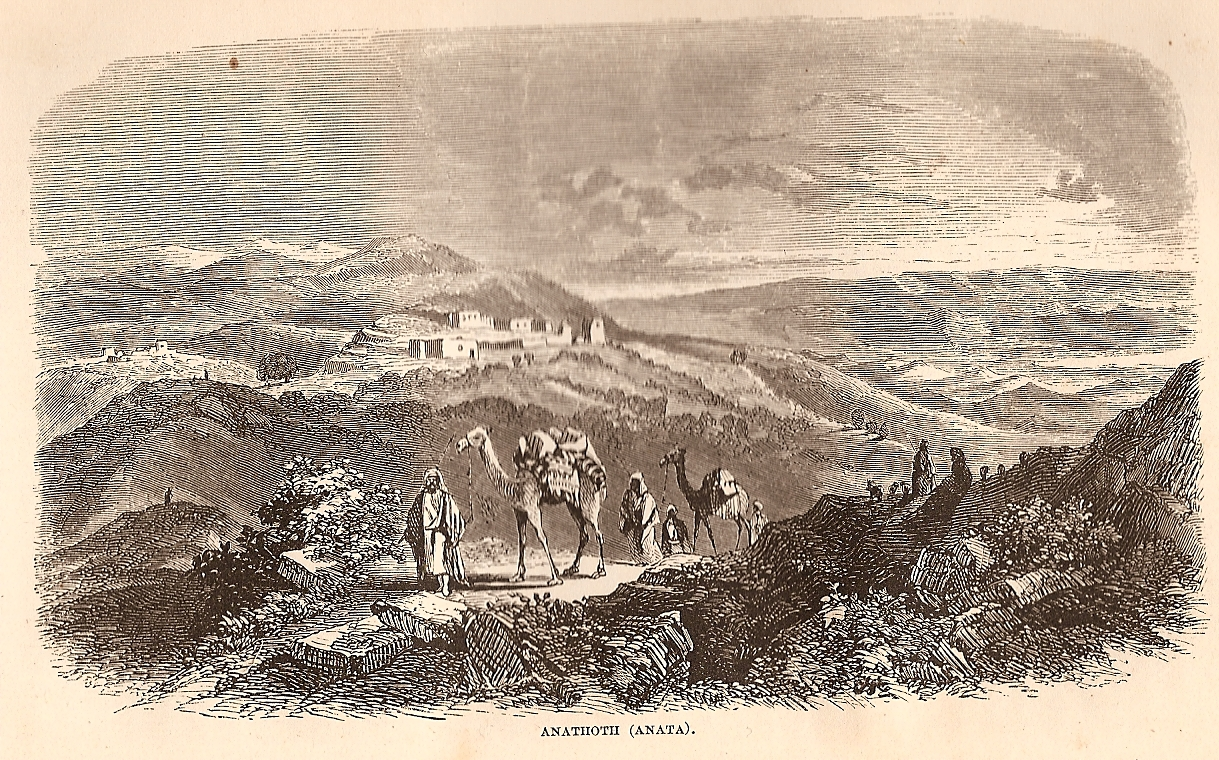
Kresba města

Anatót (hebrejsky ענתות‎) je jedno ze třinácti měst daných „synům Áronovým“. Nachází se 4,8 km severně od Jeruzaléma. Jelikož Izraelité zřídka kdy měnili názvy měst získaných v Kanaánu, předpokládá se[kdo?], že název Anatótu byl odvozen od kanaánské bohyně Anat. Nicméně Anatót je také židovské jméno zmíněné v Bibli.
Anatót je pravděpodobně nejznámější coby rodiště proroka Jeremjáše. Dále je zmíněn jako rodiště Abíezera Anatótského, jednoho z Davidových „třiceti“ a Jezua Anatónského, jiného Davidova statečného muže.
Anatót velmi trpěl pod armádou krále Sinacheriba a z babylonského exilu se navrátilo pouhých 128 mužů.
V roce 1982 bylo jméno tohoto starověkého města použito jako název stejnojmenné izraelské osady zbudované na Západním břehu Jordánu. Osada je oficiálně nazývána Anatot nebo Almon.